# Лявдинка (посёлок)
Лявдинка — упразднённый в 2004 году посёлок в Свердловской области России, относившийся к городу областного подчинения Ивделю. Входил в муниципальное образование город Ивдель.

## Географическое положение
Посёлок Лявдинка располагался в 35 километрах (по автодороге в 39 километрах) к востоку-северо-востоку от города Ивделя, в таёжной местности, на правом берегу реки Западной Лявдинки (правого притока Лявдинки, речной бассейн Лозьвы). В бывшем посёлке расположена железнодорожная станция Лявдинка направления Ивдель — Приобье. В одном километре к северу от посёлка проходит газопровод Уренгой — Центр.

## История
Областным законом № 180-ОЗ от 22 ноября 2004 года посёлок был упразднён. Закон вступил в силу через 10 дней после официального опубликования.